# Chapelle Saint-Michel de Saint-Agnant-près-Crocq
La Chapelle Saint-Michel est située sur la commune de Saint-Agnant-près-Crocq dans le département français de la Creuse.
Elle est positionnée sur un sommet boisé culminant à 823 m d'altitude, au nord-est du plateau de La Courtine, à 15 km au sud-est de Felletin.

## Historique
En 1444, Guillaume d'Aubusson, compagnon d'armes de Jeanne d'Arc et seigneur du Theil, fait construire un premier sanctuaire. La chapelle devient un lieu de pèlerinage. 
Détruite par un incendie, elle est rebâtie en 1634, comme l'atteste la date inscrite sur la porte. 
Après une délibération du conseil municipal du 4 mai 1851 émettant un avis favorable "pour hâter l'exécution des travaux", la chapelle étant considérée alors comme "le seul monument remarquable de la Commune" et après une seconde délibération du Conseil municipal en date du 3 août 1851 reconnaissant l'urgence des travaux de rénovation, le Préfet donna son accord pour de tels travaux le 12 septembre 1851. Le montant des travaux avait été estimé à 467 Francs.
Finalement, la chapelle Saint-Michel a été restaurée en 1870, ainsi que la tourelle qui lui sert de clocher. Elle est solennellement bénie le 29 septembre 1872.
Désormais, une messe y est célébrée chaque année le jour de la Saint-Michel. L'évêque du diocèse de Limoges vient régulièrement présider la cérémonie comme Monseigneur Christophe Dufour au cours des années 2000 et Monseigneur François Kalist en 2011.

## Description
Située à 824 mètres d'altitude, au sommet du Puy-Saint-Michel surnommé « le Mont-Saint-Michel de la Creuse », cette chapelle est l'une des rares de ce département possédant une couverture en lauze de granit.

## Photothèque

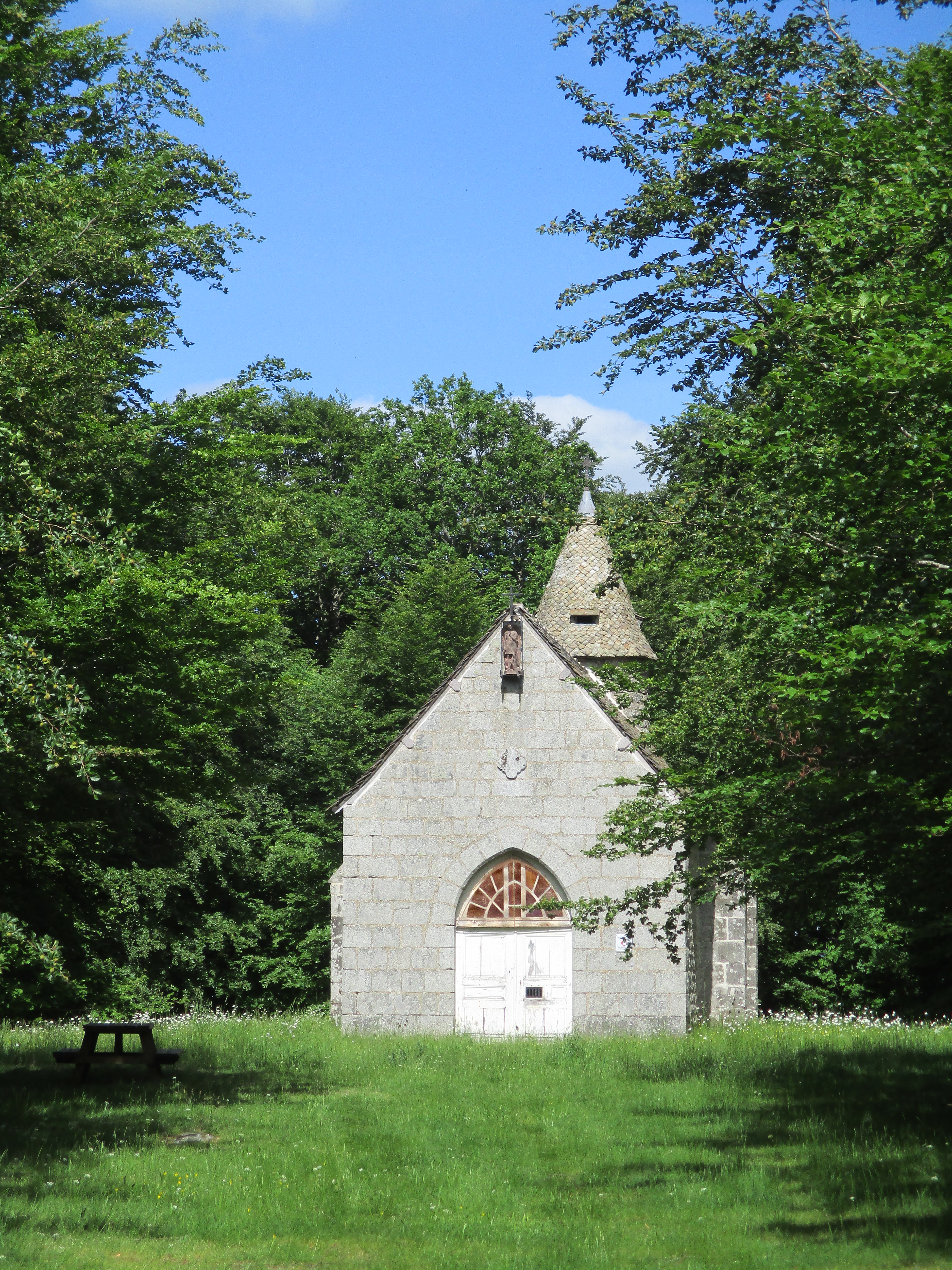
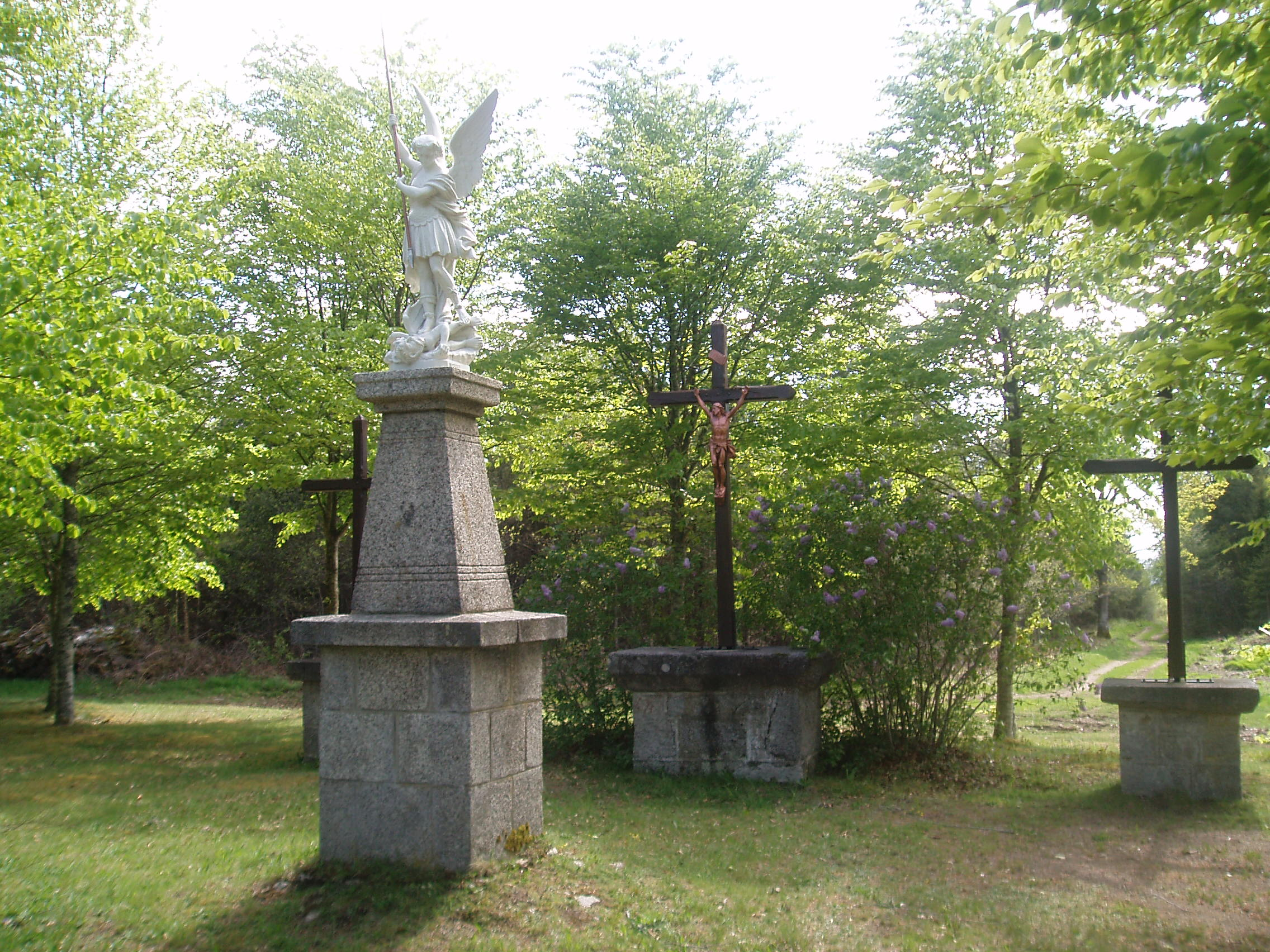
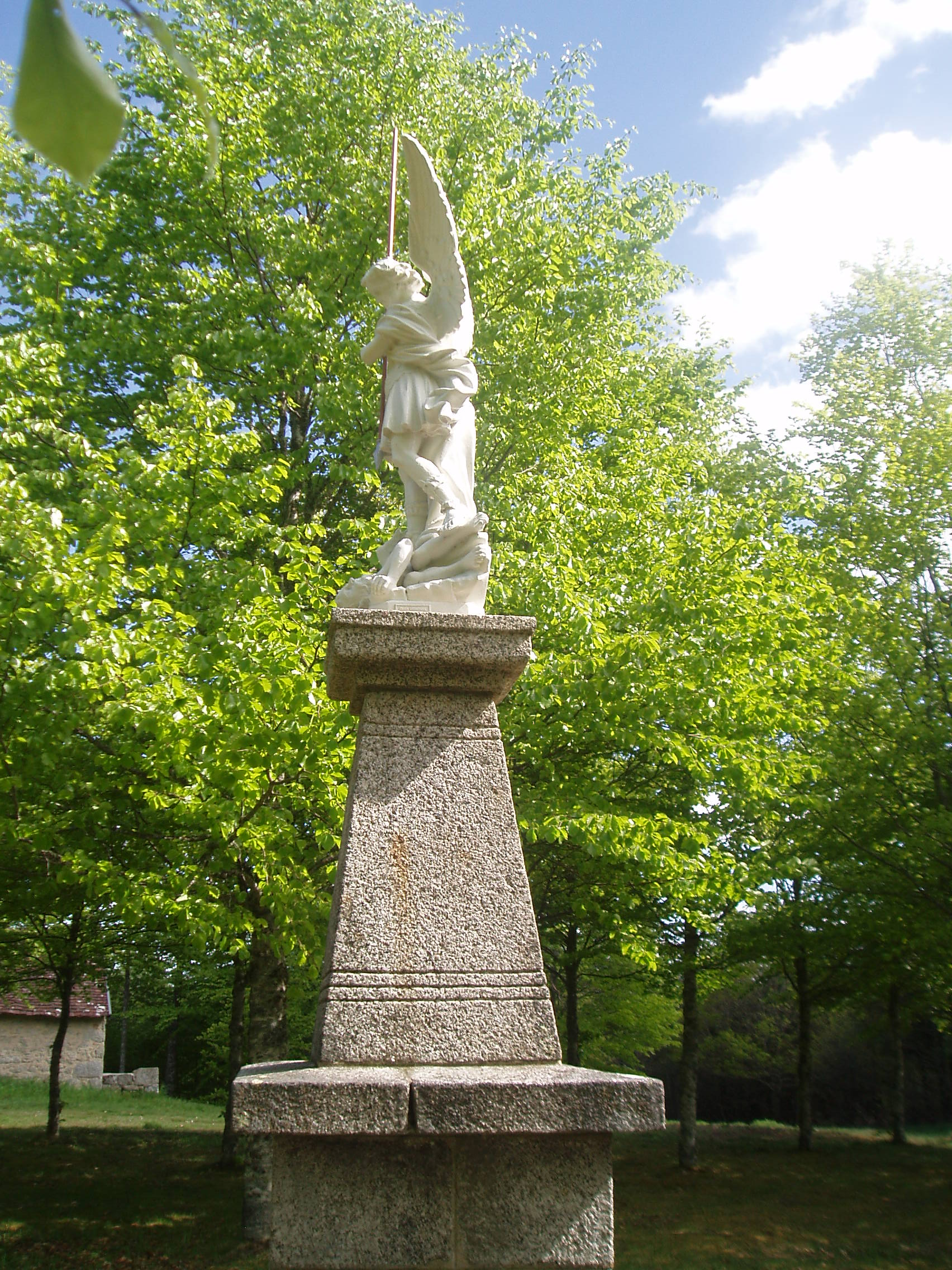
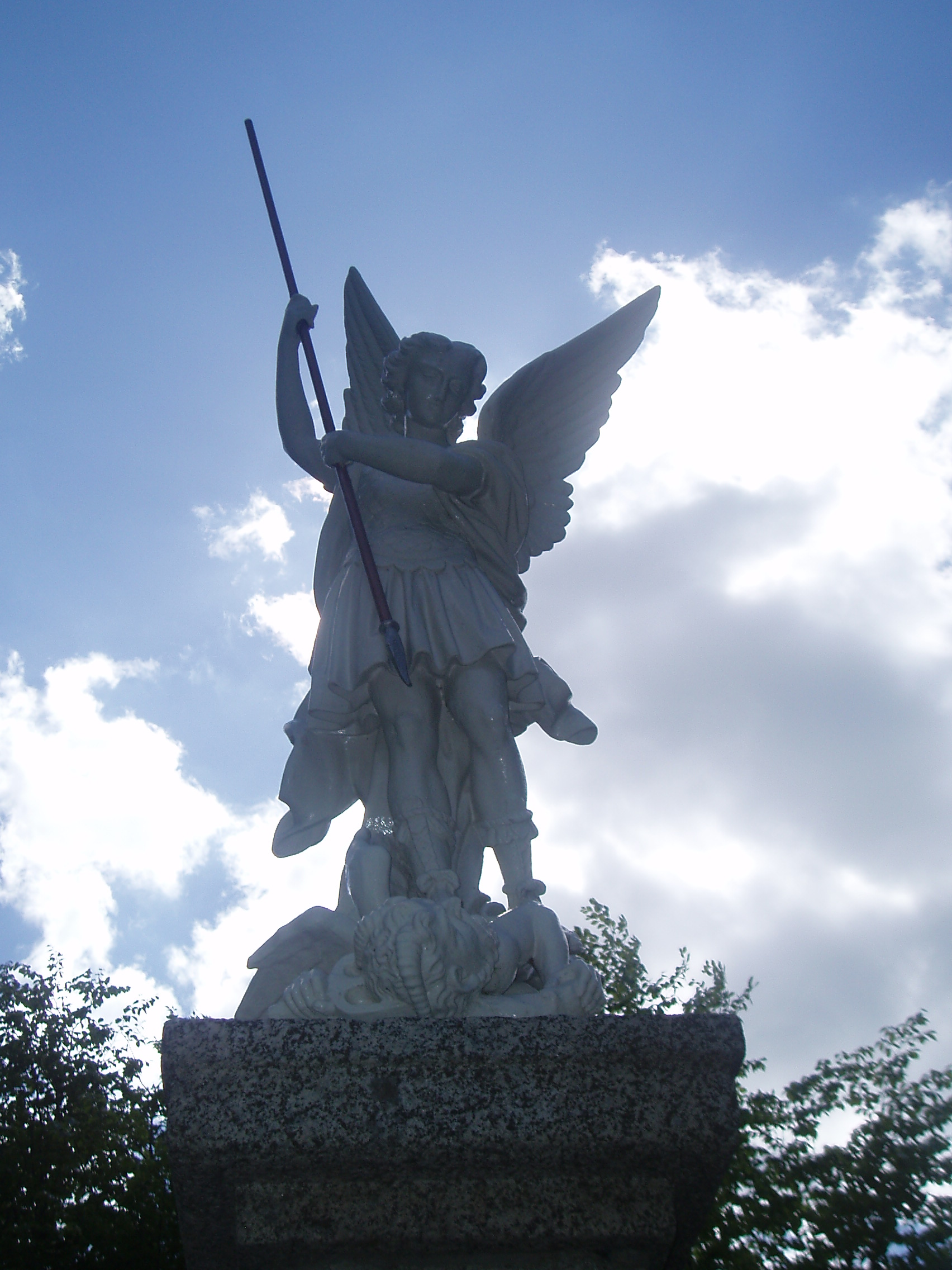
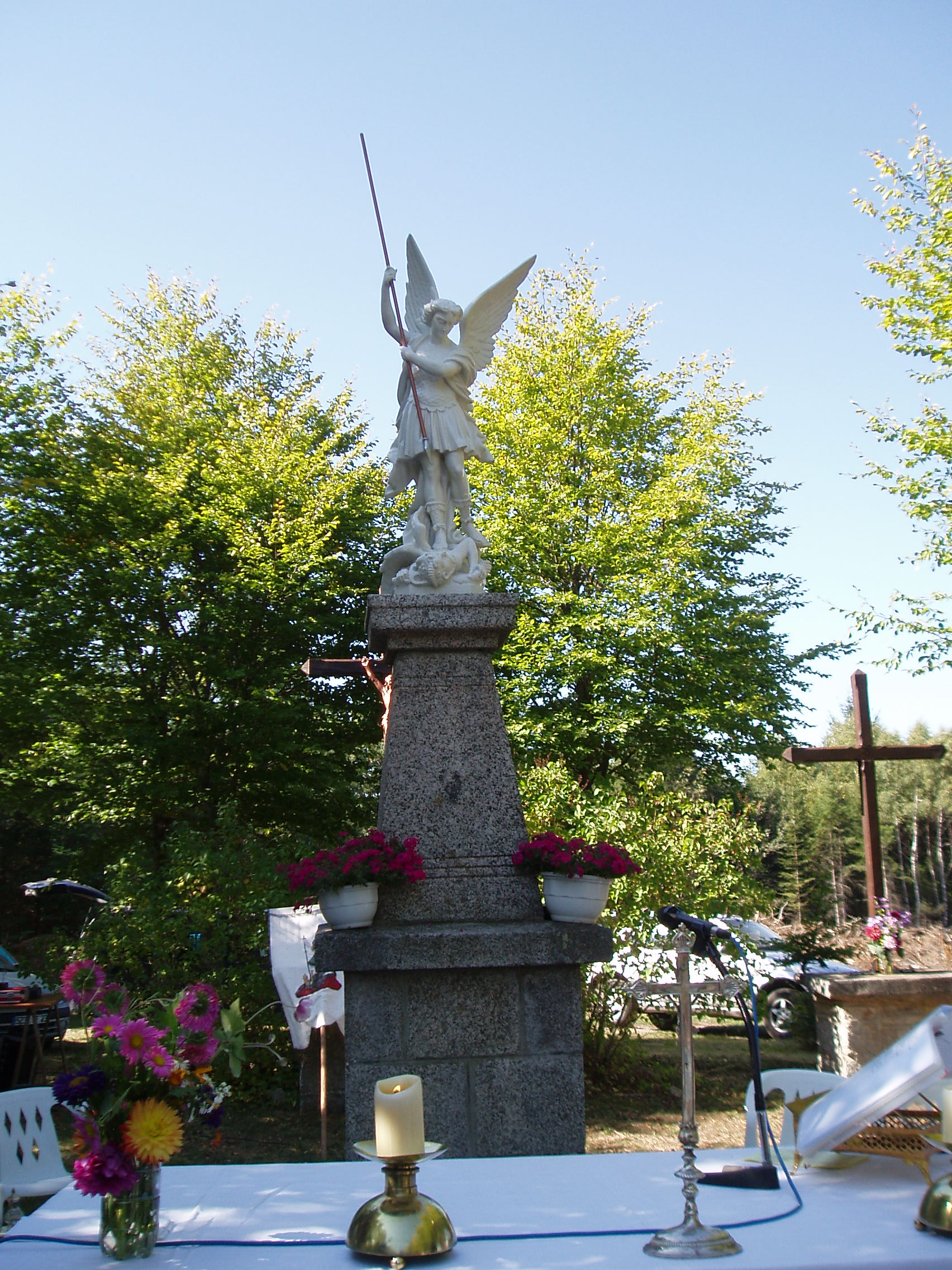
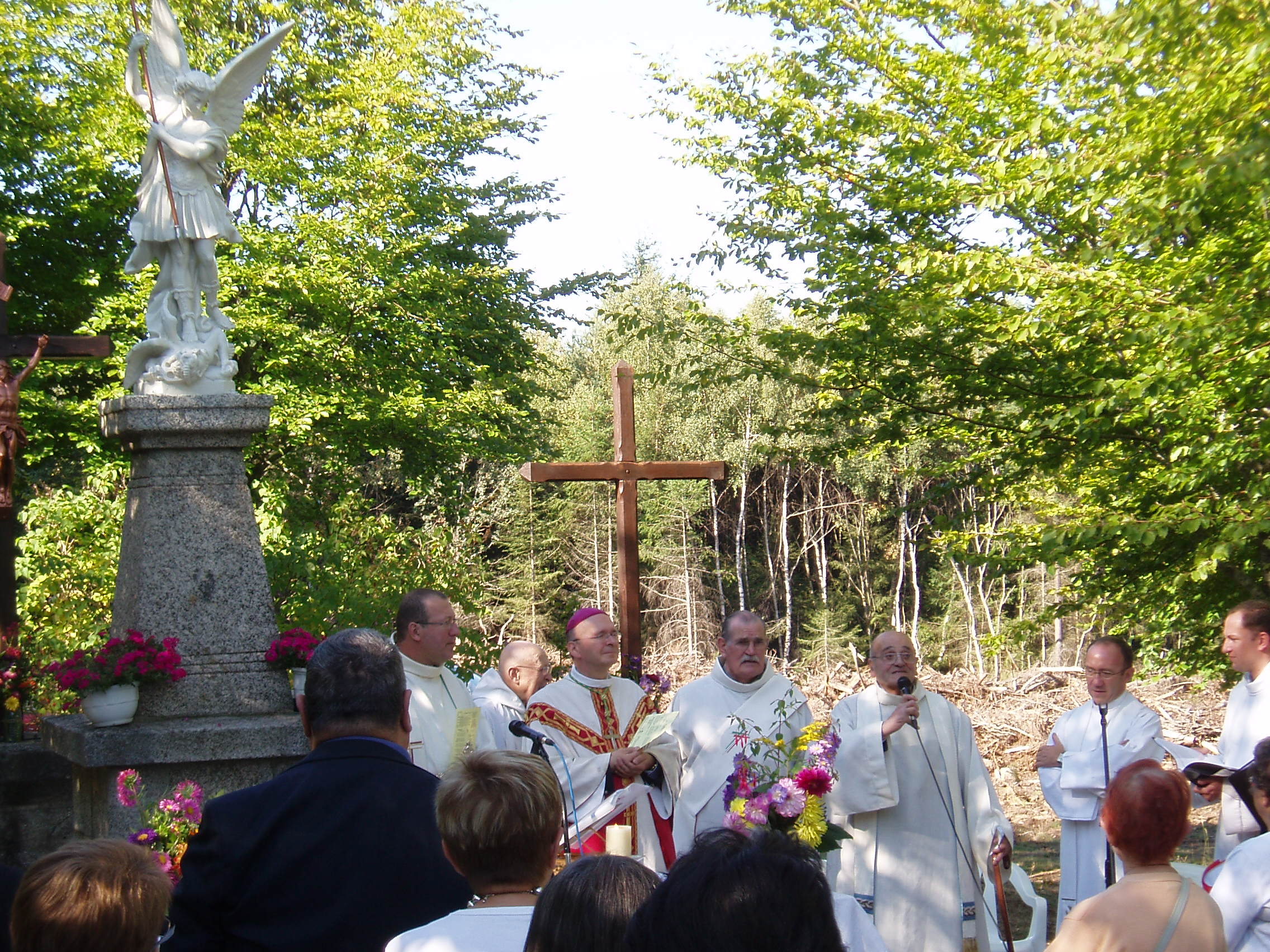